# 연방문제관할
연방문제관할은 연방헌법, 연방법률 혹은 미국 정부가 당사자인 조약의 위반에 기하여 제기하는 민사소송을 연방법원이 가지는 관할 혹은 재판권을 말한다.
미국 헌법 제3조는 미국의회가 법률을 통과시킬 경우 연방법원으로 하여금 이런 종류의 사건의 심리를 허가하고 있다.

## 잘 주장된 소장
연방문제관할이 적용되기 위해서는 소장 속 원고의 청구 안에 연방문제가 명시적으로 주장되어 있어야 한다. 단지 피고가 연방법에 의한 항변을 할 것으로 예상한다는 내용으로는 불충분하다.

## 같이 보기
- 다양성 관할
- 보충적 관할권